# بهروز حشمت
بهروز حشمت (زاده ۱۳۳۲ در تبریز) از مجسمه سازان برجسته ایران و عرصه جهانی است که در اتریش اقامت دارد.

## زندگی
بهروز حشمت پس از اقامت در اتریش تحصیلات آکادمیک خود را در مدرسه عالی هنرهای زیبای وین به پایان برد.
بهروز حشمت که چند جایزه مهم از نهادهای فرهنگی اتریش و آلمان برای کارهایش دریافت کرده، پیش از انقلاب ایران از دست‌اندرکاران کارخانه ماشین‌سازی تبریز بود.
او پس از ساخت تندیس کار و اندیشه که جلوی درب ورودی کارخانه ماشین‌سازی و در میدان قراملک تبریز کار گذاشته شد، مورد توجه مهندس تقی توکلی بنیانگذار و مدیر کارخانه ماشین‌سازی قرار گرفت و با پشتیبانی‌های مهندس توکلی به درون کار و پیشه و هنر تندیس تراشی راه یافت و مجسمه‌ساز شد. کار مجسمه‌سازی با آهن را از اوایل دهه ۱۳۵۰ (۱۹۷۰) آغاز کرد. این مجسمه‌ساز ایرانی مقیم وین، مدال طلای بزرگ خود را به سیمین بهبهانی شاعر سرشناس ایرانی اهدا کرد. خانه هنرمندان اتریش این مدال را به بهروز حشمت به خاطر ساخت و نصب یکی از مجسمه‌های وی در یکی از مهمترین کنیسه‌های یهودیان در وین به وی اهدا کرده بود.

## آثار
از معروف‌ترین کارهای او مجسمه عاشیقلار پارک ایل‌گلی تبریز، مجسمه کار و اندیشه میدان شرکت ماشین‌سازی تبریز و برخی از آثار او که از آهن ساخته شده‌اند، در خیابان‌های مرکزی شهر وین نصب شده‌است.
اثری از بهروز حشمت، مجسمه‌ساز سرشناس ایرانی مقیم اتریش، در یک کنیسه متعلق به یهودیان در وین نصب شد. مجسمه بهروز حشمت، در واقع، بخشی از مجموعه دیوارهای وی است که اکنون در قسمت جلو کنیسه نصب شده‌است. این مجسمه، که همانند دیگر کارهای حشمت از آهن آفریده شده، تمثیلی از شکاف رود نیل، به هنگام عبور قوم بنی اسراییل همراه پیامبر خود است.

## جوایز
بهروز حشمت تا‌کنون موفق به دریافت دو جایزه «آناسوسمان» و جایزه اول مجسمه‌سازی «گابرووا» بلغارستان و مدال طلای خانه هنرمندان اتریش شده است.

## نگارخانه

مجسمه کار و اندیشه میدان شرکت ماشین‌سازی تبریز